# Rafael Angelats i Juncà
Rafael Angelats i Juncà (Banyoles, Pla de l'Estany, 1924 - 1998) fou un polític i promotor cultural sardanista.
Des de molt jove va participar de manera activa i eficaç en la vida associativa i cultural de Banyoles i comarca. Vinculat ben aviat a l'activitat sardanista, va estar present en totes les manifestacions importants celebrades a la població. Membre organitzador dels primers aplecs de la sardana, va formar part de la Comissió Organitzadora dels actes de proclamació de Banyoles com a Ciutat Pubilla del 1965 i fou l'encarregat de pronunciar la Lliçó Magistral. Participà
activament en l'organització dels Certàmens de Composició per a Cobla, com a secretari del jurat dels Premis Ceret-Banyoles. Vicepresident del Foment de la Sardana, va tenir un important paper de coordinació en eI programa La cobla i la música celebrat en el marc de l'Olimpíada Cultural el 1990.
Ha escrit diversos articles sobre la sardana i temes del costumari local, i és autor del llibre Banyoles i la sardana (1993), importantíssim treball d'investigació i documentació sobre la història sardanista banyolina. Per la seva trajectòria sardanista de primer ordre, l'Obra del Ballet Popular li va concedir la Medalla al Mèrit Sardanista l'any 1992.
En la faceta de polític, va ser regidor de l'Ajuntament de Banyoles de 1955 a 1961 i de 1983 a 1987. Banyoles li va dedicar un carrer el dia 29 de desembre de 2003.